# Valleroy (Meurthe-et-Moselle)
Cet article possède un paronyme, voir Balleroy.
Pour les articles homonymes, voir Valleroy.
Valleroy est une commune française située dans le département de Meurthe-et-Moselle, en région Grand Est. Elle est jumelée à la commune de Barisciano en Italie depuis 1982.

## Géographie

### Communes limitrophes
| Les Baroches | Val de Briey | Homécourt  |
|              | Valleroy     | Auboué     |
| Hatrize      | Giraumont    | Moineville |

### Hydrographie

#### Réseau hydrographique
La commune est dans le bassin versant du Rhin au sein du bassin Rhin-Meuse. Elle est drainée par le ruisseau de Cuvillon, le ruisseau des Sept Chevaux, le ruisseau du Bois de Woivre, le ruisseau le Rawe et l'Orne,.
Le ruisseau des Sept Chevaux, d'une longueur de 16 km, prend sa source dans la commune de Norroy-le-Sec et se jette  dans le Rawe sur la commune, après avoir traversé six communes. 

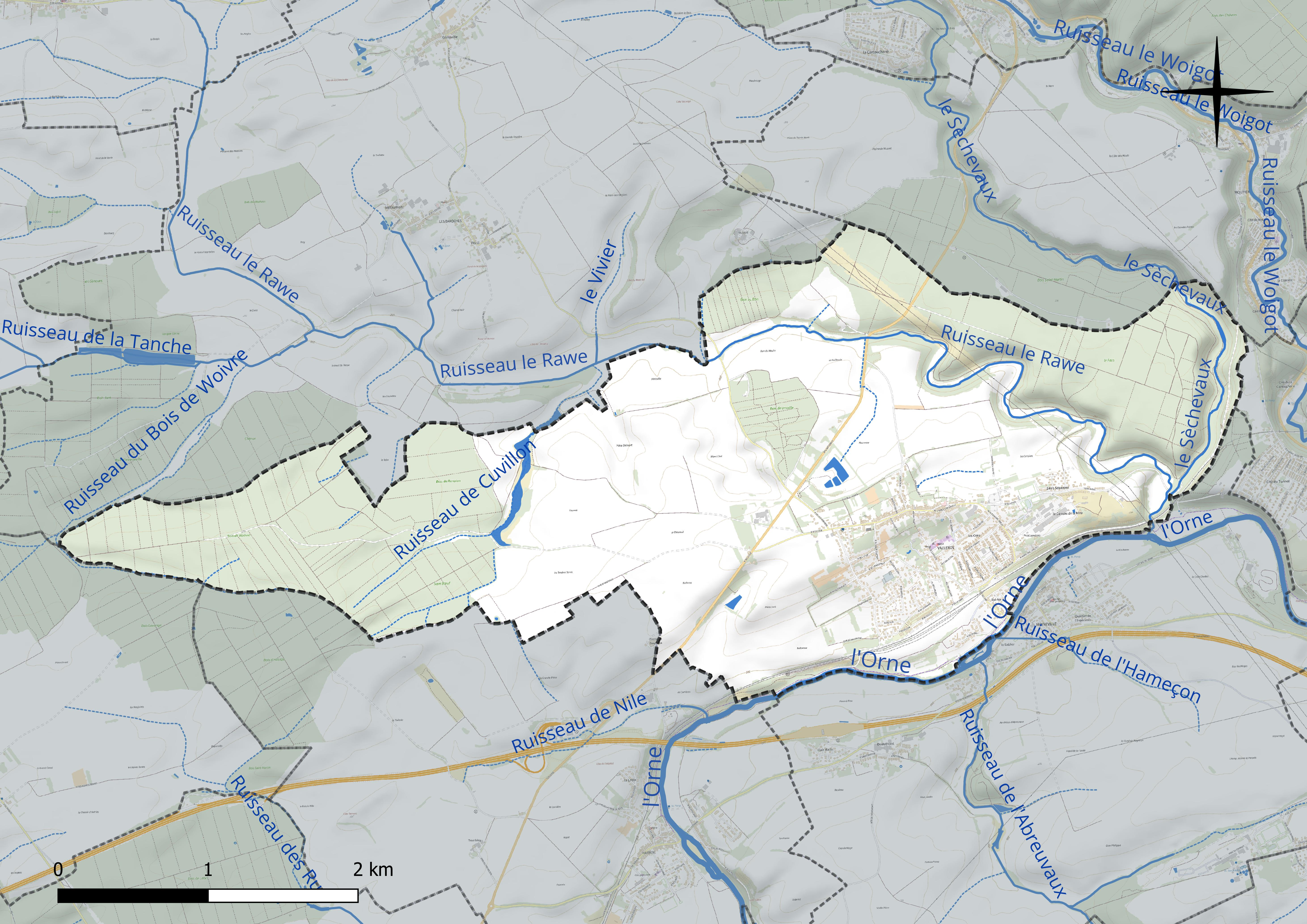
Réseau hydrographique de Valleroy.

#### Gestion et qualité des eaux
Le territoire communal est couvert par le schéma d'aménagement et de gestion des eaux (SAGE) « Bassin ferrifère ». Ce document de planification concerne le périmètre des anciennes galeries des mines de fer, des aquifères et des bassins versants hydrographiques associés qui s’étend sur 2 418 km2. Les bassins versants concernés sont celui de la Chiers en amont de la confluence avec l'Othain, et ses affluents (la Crusnes, la Pienne, l'Othain), celui de l'Orne et ses affluents et celui de la Fensch, le Veymerange, la Kiesel et les parties françaises du bassin versant de l'Alzette et de ses affluents (Kaylbach, ruisseau de Volmerange). Il a été approuvé le 27 mars 2015. La structure porteuse de l'élaboration et de la mise en œuvre est la région Grand Est. 
La qualité des cours d’eau peut être consultée sur un site dédié géré par les agences de l’eau et l’Agence française pour la biodiversité. 

### Climat
Pour des articles plus généraux, voir Climat du Grand Est et Climat de Meurthe-et-Moselle.
En 2010, le climat de la commune est de type climat des marges montargnardes, selon une étude du Centre national de la recherche scientifique s'appuyant sur une série de données couvrant la période 1971-2000. En 2020, Météo-France publie une typologie des climats de la France métropolitaine dans laquelle la commune est exposée à un climat semi-continental et est dans la région climatique  Lorraine, plateau de Langres, Morvan, caractérisée par un hiver rude (1,5 °C), des vents modérés et des brouillards fréquents en automne et hiver. 
Pour la période 1971-2000, la température annuelle moyenne est de 9,6 °C, avec une amplitude thermique annuelle de 16,7 °C. Le cumul annuel moyen de précipitations est de 795 mm, avec 12,1 jours de précipitations en janvier et 9,1 jours en juillet. Pour la période 1991-2020, la température moyenne annuelle observée sur la station météorologique de Météo-France la plus proche, « Doncourt-lès-Conflans », sur la commune de Doncourt-lès-Conflans à 8 km à vol d'oiseau, est de 10,7 °C et le cumul annuel moyen de précipitations est de 710,3 mm. 
La température maximale relevée sur cette station est de 40,9 °C, atteinte le 25 juillet 2019 ; la température minimale est de −16,5 °C, atteinte le 26 décembre 2010,,. 
Les paramètres climatiques de la commune ont été estimés pour le milieu du siècle (2041-2070) selon différents scénarios d'émission de gaz à effet de serre à partir des nouvelles projections climatiques de référence DRIAS-2020. Ils sont consultables sur un site dédié publié par Météo-France en novembre 2022.

## Urbanisme

### Typologie
Au 1er janvier 2024, Valleroy est catégorisée bourg rural, selon la nouvelle grille communale de densité à sept niveaux définie par l'Insee en 2022.
Elle appartient à l'unité urbaine de Valleroy, une agglomération intra-départementale regroupant deux  communes, dont elle est ville-centre,,. Par ailleurs la commune fait partie de l'aire d'attraction de Val de Briey, dont elle est une commune de la couronne,. Cette aire, qui regroupe 14 communes, est catégorisée dans les aires de moins de 50 000 habitants,.

### Occupation des sols
L'occupation des sols de la commune, telle qu'elle ressort de la base de données européenne d'occupation biophysique des sols Corine Land Cover (CLC), est marquée par l'importance des territoires agricoles (46,7 % en 2018), en diminution par rapport à 1990 (49,1 %). La répartition détaillée en 2018 est la suivante : forêts (41,5 %), terres arables (33,4 %), prairies (13,3 %), zones urbanisées (11,8 %). L'évolution de l’occupation des sols de la commune et de ses infrastructures peut être observée sur les différentes représentations cartographiques du territoire : la carte de Cassini (XVIIIe siècle), la carte d'état-major (1820-1866) et les cartes ou photos aériennes de l'IGN pour la période actuelle (1950 à aujourd'hui).

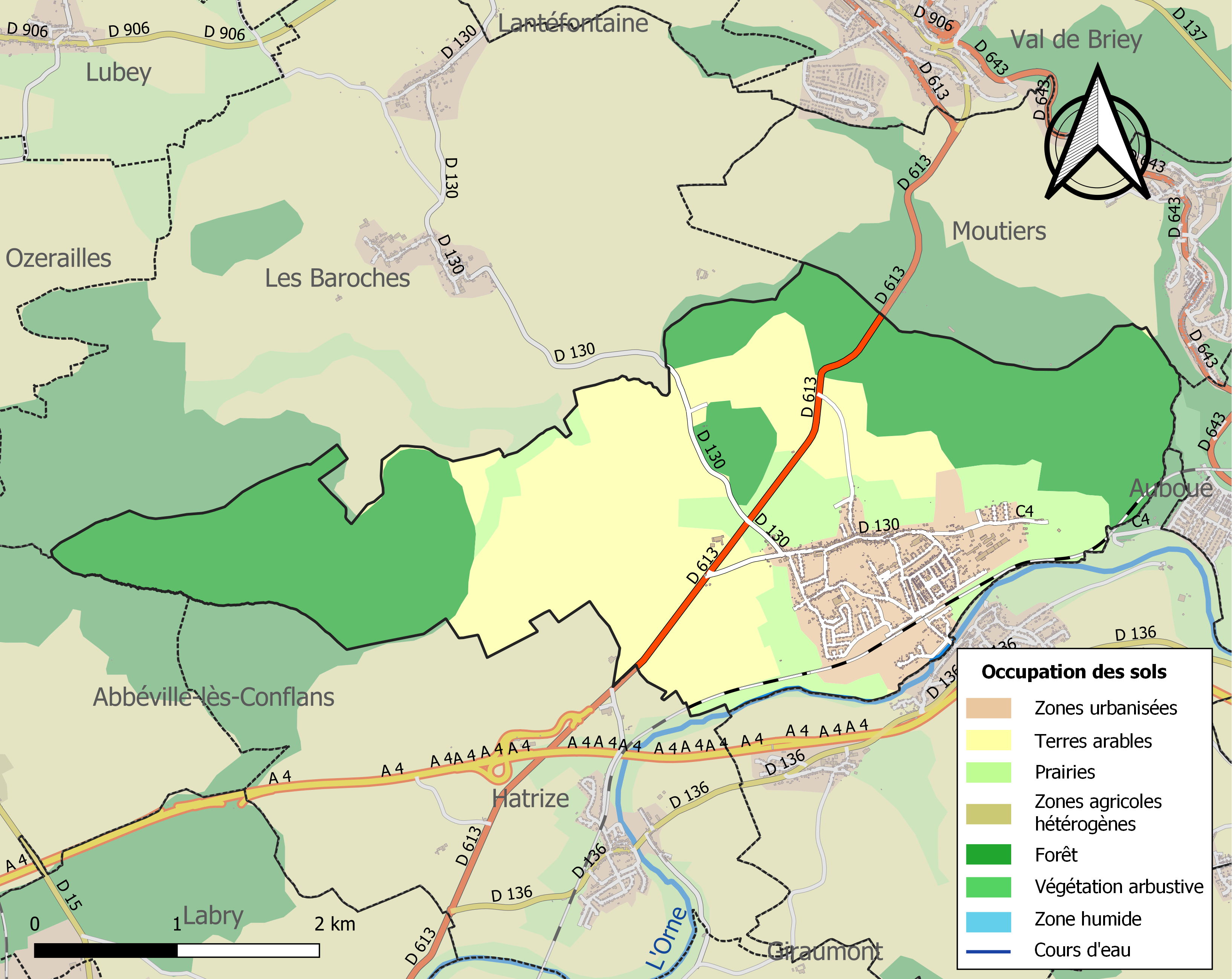
Carte des infrastructures et de l'occupation des sols de la commune en 2018 (CLC).

## Toponymie
Le nom de la localité est attesté sous les formes Valleroys (1340) ; Valleret (1388) ; Vallerot (XVe siècle) ; Walleloy (1429) ; Vallerat (1482) ; Walleroy (1519) ; Valleroys-lez-Briey (1594) ; Valeroy (XVIIe siècle) ; Vallot, Vallerot-sur-Orne (1646) ; Valleroi (1749) ; Valleroy-sur-Orne (1779) ; Valdeloy (1793).
En lorrain :  Vallereu.
Plusieurs sens ont été proposés, notamment celui de « lieu fortifié », du bas latin vallaria « remparts », avec le suffixe collectif -etum, dont le sens serait : « ensemble de remparts ».
Au cours de la Révolution française, la commune porte le nom de Val-de-Loi.

### Évolution du nom de la commune
D'après de nombreux documents (religieux, administratif ou décret), on peut retracer l'évolution du nom de la commune.
| Date             | Nom                  | Information                                     |
| ---------------- | -------------------- | ----------------------------------------------- |
| 1239             | Valleroi             |                                                 |
| 1340             | Valleroys            |                                                 |
| 1348             | Valleret             | Archives municipales de Metz                    |
| 1429             | Walleloi ou Valleloy | Archives municipales de Metz                    |
| 1482             | Vallerot ou Vallerat |                                                 |
| 1519             | Walleroy             |                                                 |
| 1594             | Valleroy-lès-Briey   |                                                 |
| 1646             | Vallerot-sur-Orne    |                                                 |
| 1693             | Valroy               | Bureau des finances de la généralité de Metz    |
| 1790             | Valdeloy             | Décret du 23 juin 1790 de l'Assemblée Nationale |
| 1802             | Valdeloi             |                                                 |
| 1er janvier 1814 | Valleroy             |                                                 |

## Histoire
Les origines gallo-romaines sont établies en 1962 par la découverte d'une riche villa. Cité en 1188 avec Hatrize possession de l'abbaye Saint-Martin. Avec Moineville elle forme un fief des sires d'Apremont, avec la garde féodale au château de Briey en 1330. L'ancien village de Laneufville est cité (Langei villa) en 910, dans la charte de la reine Richilde, veuve de Charles le Chauve, pour l'abbaye de Gorze. En 1457, les habitants de Valleroy s'engagent à donner tous les ans une livre de bonne cire au roi de Sicile et au duc de Calabre son fils, ces deux princes ayant pris ce village sous leur sauvegarde. En 1817 Valleroy, village de l'ancienne province du Barrois entre Orne et Rawé, a pour annexes les hameaux de Laneufville et Belair. À cette époque il y a 504 habitants répartis dans 84 maisons.

## Politique et administration
Le premier maire élu est François Friquegnon, le 9 février 1790.

## Population et société

### Démographie
L'évolution du nombre d'habitants est connue à travers les recensements de la population effectués dans la commune depuis 1793. Pour les communes de moins de 10 000 habitants, une enquête de recensement portant sur toute la population est réalisée tous les cinq ans, les populations de référence des années intermédiaires étant quant à elles estimées par interpolation ou extrapolation. Pour la commune, le premier recensement exhaustif entrant dans le cadre du nouveau dispositif a été réalisé en 2007.

En 2022, la commune comptait 2 355 habitants, en évolution de +0,38 % par rapport à 2016 (Meurthe-et-Moselle : −0,13 %, France hors Mayotte : +2,11 %).
| 1793 | 1800 | 1806 | 1821 | 1836 | 1841 | 1861 | 1866 | 1872 |
| ---- | ---- | ---- | ---- | ---- | ---- | ---- | ---- | ---- |
| 512  | 380  | 507  | 527  | 558  | 586  | 515  | 494  | 427  |

| 1876 | 1881 | 1886 | 1891 | 1896 | 1901 | 1906 | 1911  | 1921 |
| ---- | ---- | ---- | ---- | ---- | ---- | ---- | ----- | ---- |
| 495  | 501  | 492  | 459  | 455  | 546  | 629  | 1 292 | 992  |

| 1926  | 1931  | 1936  | 1946  | 1954  | 1962  | 1968  | 1975  | 1982  |
| ----- | ----- | ----- | ----- | ----- | ----- | ----- | ----- | ----- |
| 1 654 | 2 180 | 2 015 | 2 145 | 2 239 | 2 598 | 2 271 | 2 185 | 2 196 |

| 1990  | 1999  | 2006  | 2007  | 2012  | 2017  | 2022  | - | - |
| ----- | ----- | ----- | ----- | ----- | ----- | ----- | - | - |
| 2 337 | 2 296 | 2 429 | 2 448 | 2 382 | 2 334 | 2 355 | - | - |

## Économie
Valleroy abrite le siège social de la société des chaussures Chaussea.

## Culture locale et patrimoine

### Lieux et monuments

#### Édifices civils
- un lavoir est construit en 1927 et détruit en juin 1988 ;
- le monument aux morts de la Grande guerre est inauguré le 11 novembre 1920 ;
- la salles des fêtes est construite par la Société des mines de Valleroy en 1927 ;
- la gare de Valleroy-Moineville, avec une voie unique entre Conflans et Briey est ouverte le 1er septembre 1879. Une deuxième voie est installée en 1904 ;
- la construction du bâtiment qui contient la Poste, la mairie et les écoles commence en 1913 ; elle est interrompue entre 1914 et 1918, pour s'achever en 1927 ; l'inauguration a lieu en août 1927 ;
- la mine de fer de Valleroy, d'une superficie de plus de 800 hectares, est concédée en 1886 à la Société des aciéries de Longwy, l'une des premières grandes entreprises sidérurgiques créées dans le bassin lorrain. Cette mine est ensuite exploitée par la Société des mines de Valleroy constituée le 25 juin 1907 pour une durée de 99 ans, sous la présidence du comte Fernand de Saintignon, un maître de forges de Longwy ;
- le château construit en 1689 sur des terres acquises en 1685 par les seigneurs du Chatelet et de Faillonnet ;
- la piste cyclable bétonnée de la vallée de l'Orne qui va de Valleroy jusqu'à Rombas ;
- le pont de Valleroy-Moineville construit en pierre en 1697, dynamité en 1914 pour freiner l'invasion allemande, reconstruit en pierre en 1920 et à nouveau détruit le 15 juin 1940 par l'armée française pour la même raison. En 1941 un pont provisoire en bois le remplace. Après la Libération, un nouveau pont de pierre est érigé ;
- la ruelle Ognon, en d'autres temps, ruelle où s'affrontent les "Anguilles" (surnom des habitants de Moineville) et les "Chabots" (surnom des habitants de Valleroy), d'où son nom : ruelle "aux Gnons".

#### Édifices religieux
- le presbytère est construit au XVIIe siècle, reconstruit en 1743 et un étage est ajouté en 1770 ;
- l'église paroissiale Saint-Urbain n'est à son origine (XIIIe siècle ou XIVe siècle) qu'une tour-clocher voûtée d'ogives dont il subsiste des culots et les traces d'arrachement de la voûte. La première pierre de l'église est posée le 16 septembre 1728. Elle est achevée en 1773 et agrandie à l'est au XIXe siècle. Le bulbe du clocher date de 1828. Les chapelles latérales et les tribunes ainsi que le porche extérieur sont ajoutés en 1936. Les murs portent des marques de tacherons ;
- la croix Hizette est érigée en 1635, en remerciement à Dieu pour avoir sauvé une jeune fille malade de la peste. Après la Révolution de 1789 elle est mise à l'abri, puis remise en place. On vient implorer la guérison lors de l'épidémie de choléra de 1840. Elle est restaurée en 1987. Elle est classée aux monuments historiques depuis 1988 ; sur le calvaire, on peut lire: « Passants arrestes vous coneplans ceste croix priez vous est trestov de dire de pure voix un doux pater noster, ave maria aussi pour laurent hizette et sa femme odelys qui lon faict mettre ici contre leur héritage en lan mil six cents trente cinq davantaic eulx en réscompence prieron dieu quatous il vous donne sa paix sa grace et son amour or estans decede de ce monde transtoire prie dieu pour leur ame quilles mette a sa gloire » ;
- le cimetière des prisonniers soviétiques, inauguré le 20 mai 1971 — où cinquante-quatre prisonniers de guerre russes sont inhumés — est orné d'une stèle, œuvre d'Amilcar Zannoni.

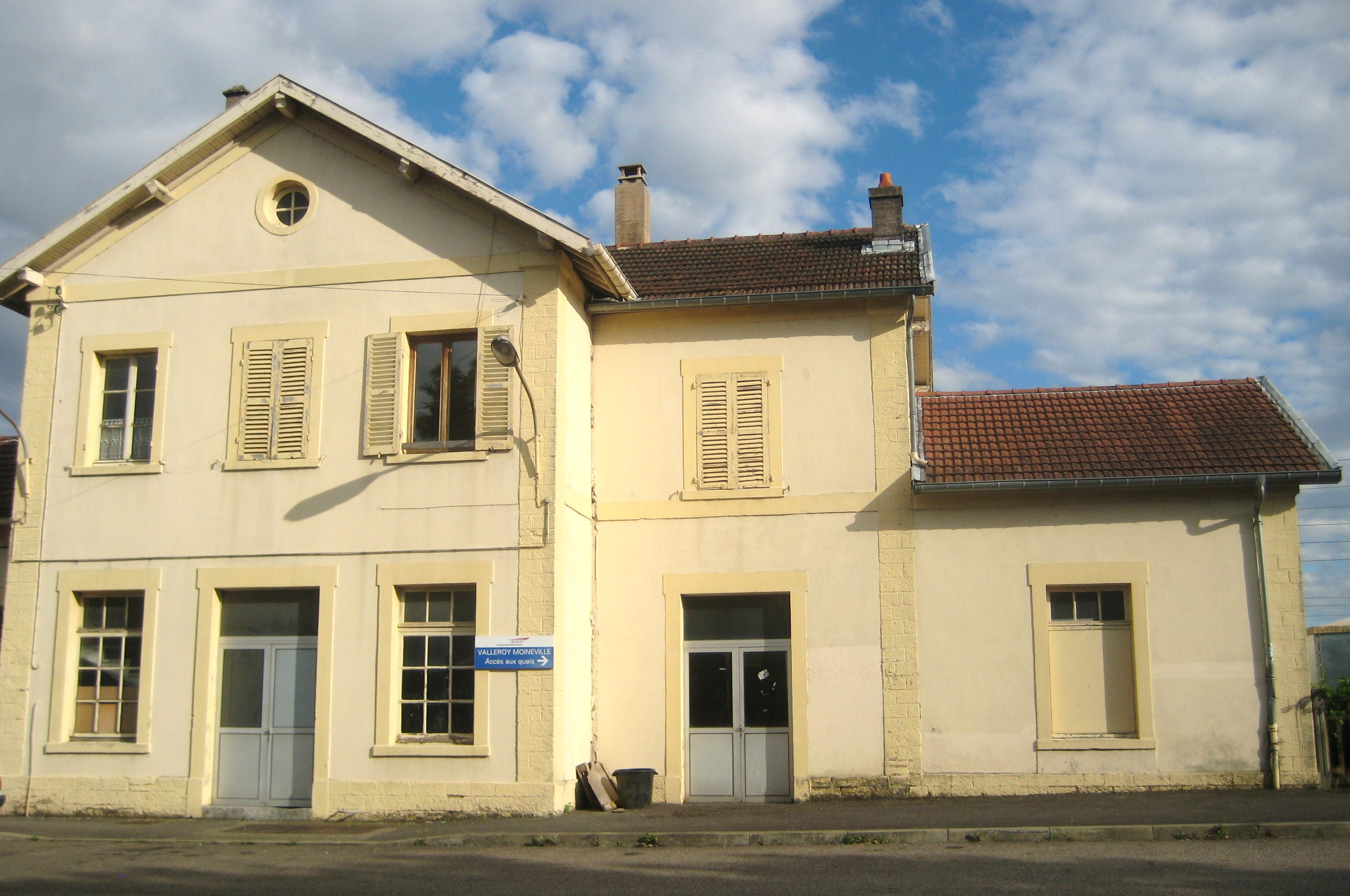
Gare SNCF de Valleroy-Moineville.
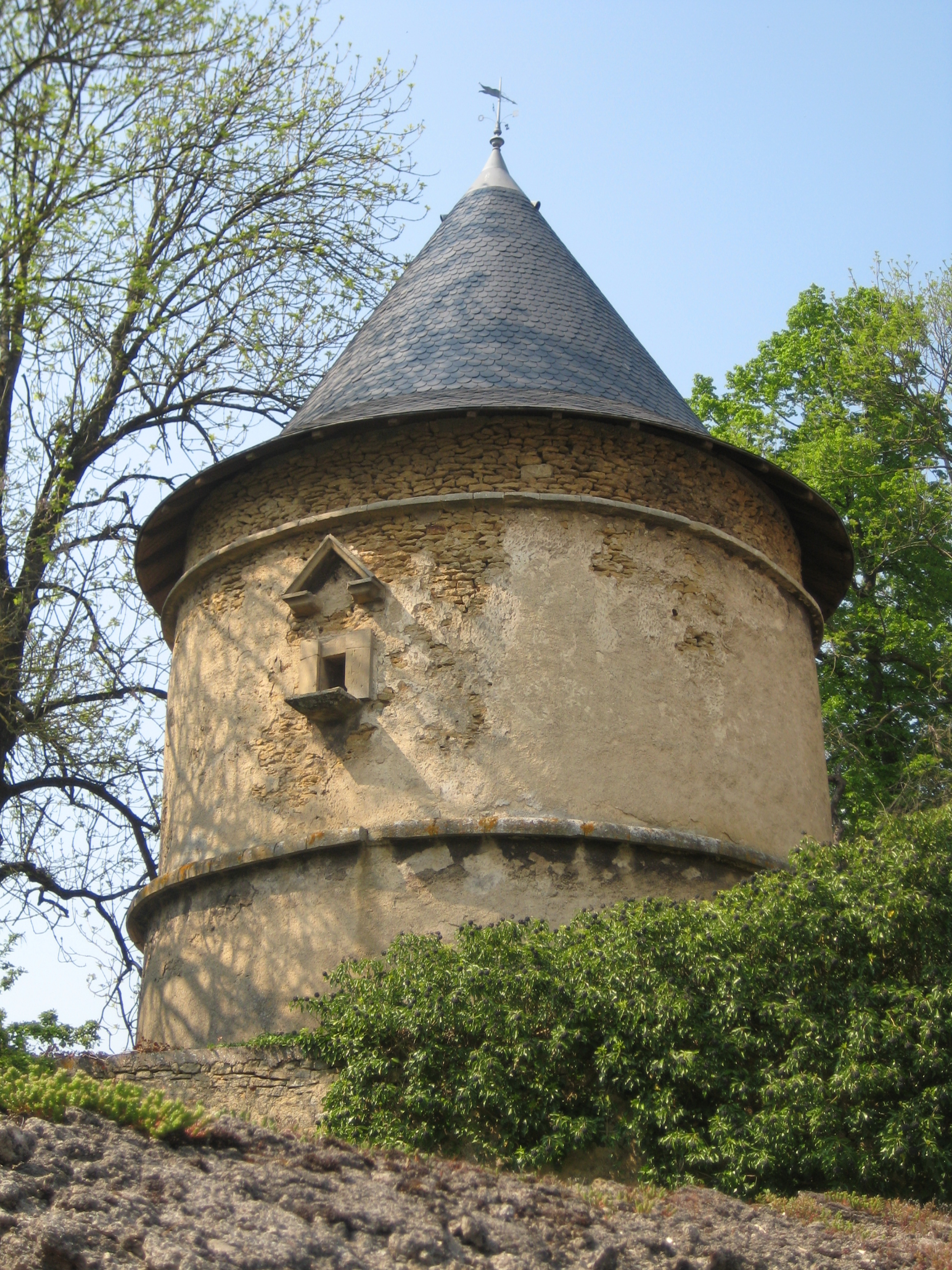
Pigeonnier du château de Valleroy.
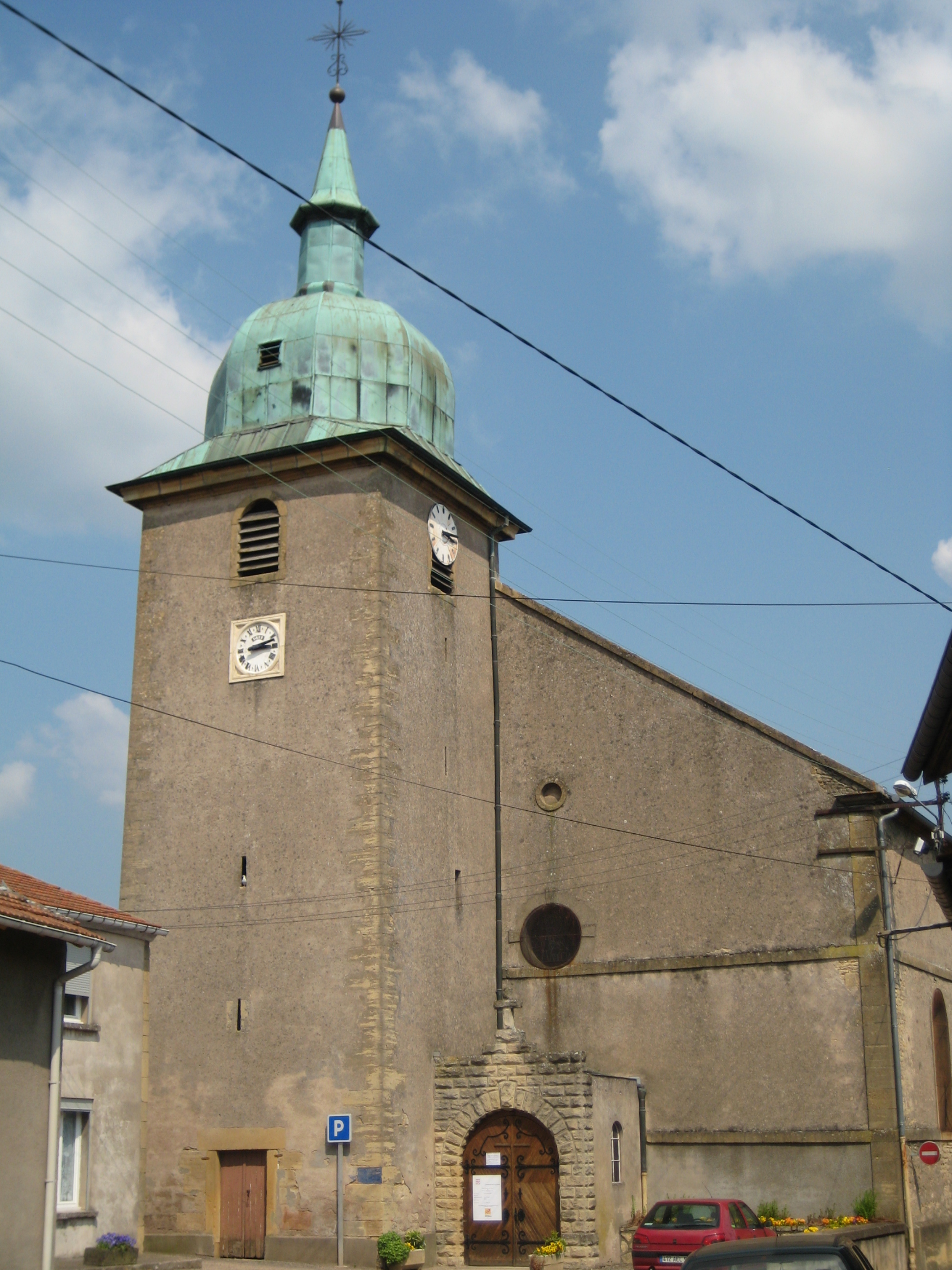
Église Saint-Urbain.
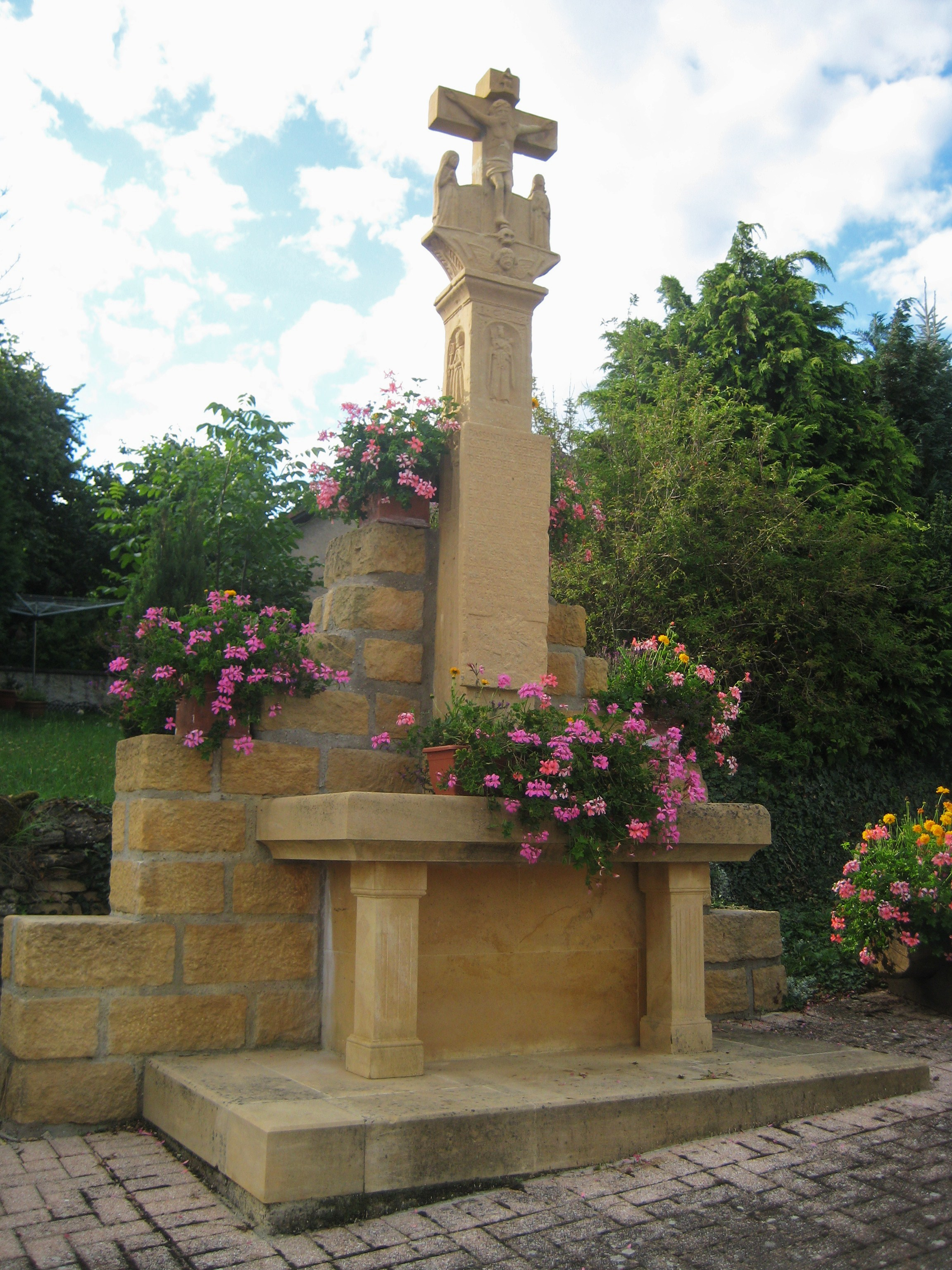
La croix Hizette.
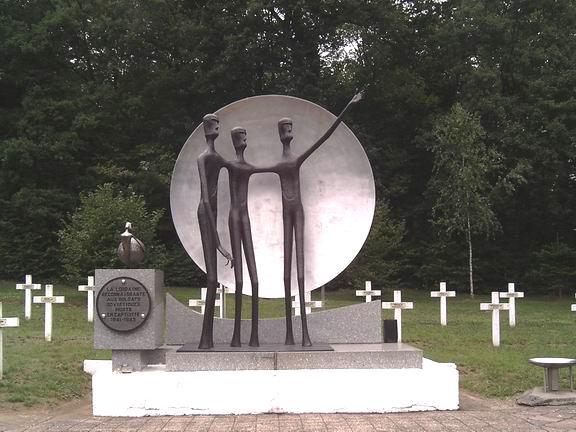
Stèle du cimetière russe.
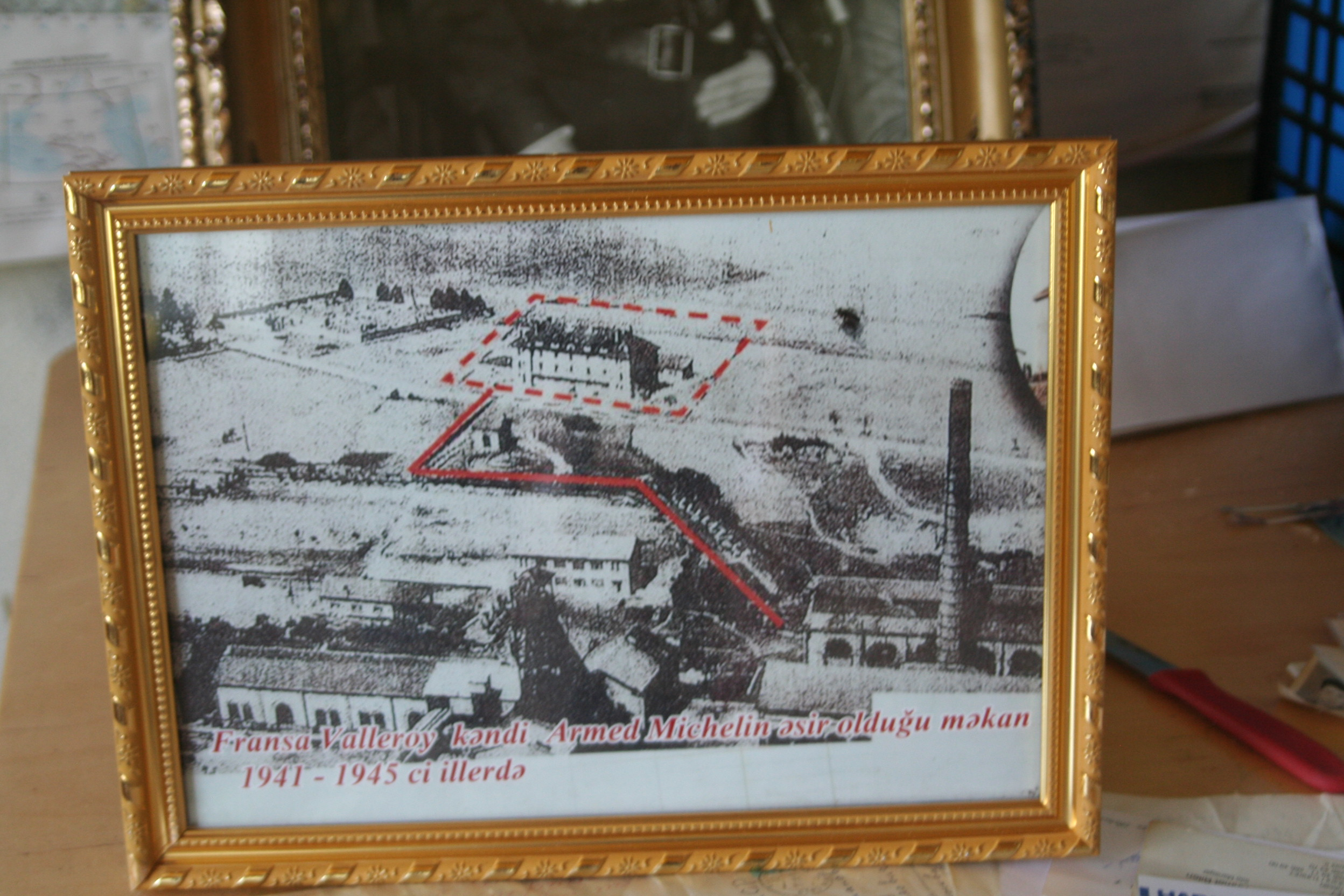
Photographie représentant le camp de prisonniers russes de Valleroy.

### Personnalités liées à la commune
- Jean Morette, conteur et illustrateur de la Lorraine, y est né ;
- Jean-Claude Bercq, acteur, y est né.

### Héraldique et logotype
| Blason de Valleroy | Blason  | D'argent à trois lambels de gueules, l'un au-dessus de l'autre.                                                |
| Blason de Valleroy | Détails | Il s'agit du blason de la famille de Valleroy, d'ancienne chevalerie, qui a été repris par la commune en 1978. |